# Roger Fisher (accademico)
Roger D. Fisher (Winnetka, 28 maggio 1922 – Hanover, 25 agosto 2012) è stato un saggista statunitense, professore di diritto presso la Harvard Law School e direttore dello Harvard Negotiation Project.
Era specializzato in negoziazione e gestione dei conflitti.

## Attività accademiche
È stato coautore (con William Ury) del libro Getting to Yes, tradotto in italiano con il titolo L'arte del negoziato, sulla negoziazione "basata sugli interessi", oltre che di numerose altre pubblicazioni. Dopo aver prestato servizio nel corso della seconda guerra mondiale come pilota di ricognizione meteorologica, Fisher lavorò al Piano Marshall a Parigi sotto la direzione di W. Averell Harriman. Dopo aver conseguito la laurea in giurisprudenza ad Harvard, ha collaborato con lo studio legale avente sede a Washington DC, Covington &amp; Burling, discutendo diversi casi dinanzi alla Corte suprema degli Stati Uniti e fornendo consulenza su diverse controversie internazionali. Tornò alla Harvard Law School e lì nel 1958 divenne professore. Dopo aver perso molti dei suoi amici in guerra e aver visto tante controversie dannose e costose per le parti in conflitto, Fisher si è appassionato all'arte e alla scienza di come gestiamo le nostre differenze. Fisher e i suoi studenti all'Harvard Negotiation Project (fondato nel 1979) iniziarono a intervistare persone che erano conosciute come abili negoziatori per capire cosa li rendesse efficaci e ha iniziato il suo studio del conflitto con la domanda "Quale consiglio potrei dare a entrambe le parti in una controversia che potrebbe essere utile e portare a risultati migliori?" Questo lavoro portò alla bozza, "Mediazione internazionale: una guida di lavoro" (aprile 1978) e, infine, al best seller internazionale sopra citato Getting to Yes.
Alla fine degli anni '60 Fisher concepì uno spettacolo consistente in un dibattito in stile tribunale, che gestiva una questione politica contemporanea ogni settimana. The Advocates è stato presentato per la prima volta nell'ottobre 1969 su WGBH-TV.
Durante gli anni '80 e '90, Roger Fisher e i suoi colleghi hanno tenuto corsi di negoziazione e gestione dei conflitti ad Harvard, ma hanno anche lavorato come consulenti su vere negoziazioni e conflitti di ogni tipo, in tutto il mondo; compresi i processi di pace, le crisi degli ostaggi, i negoziati diplomatici, i negoziati commerciali e legali e vari altri tipi di controversie. Fisher credeva che mantenere un piede nel mondo reale e aiutare le persone con controversie concrete fosse fondamentale per produrre teorie e strumenti utili nel mondo reale. Questa tradizione all'Harvard Negotiation Project ha prodotto una comunità di pensatori e professionisti estesa in tutto il mondo.
Fisher ha continuato a insegnare e scrivere per tutta la sua vita. I libri successivi hanno ampliato il suo pensiero sulla gestione delle sfide relazionali.
Il lavoro di Fisher del 2005, Beyond Reason: Using Emotions as You Negotiate (con il co-autore Daniel Shapiro, uno psicologo di Harvard) identifica cinque "preoccupazioni fondamentali" che interessano a tutti: autonomia, affiliazione, apprezzamento, status e ruolo. Il libro mostra come utilizzare le preoccupazioni fondamentali per stimolare emozioni utili nelle negoziazioni; tali preoccupazioni vanno dai problemi personali a quelli internazionali. In Beyond Reason, Fisher documenta molte delle sue esperienze dirette nella negoziazione in tutto il mondo, dal suo coinvolgimento nella negoziazione della crisi degli ostaggi in Iran al suo ruolo consultivo nell'aiutare Jamil Mahuad, Presidente dell'Ecuador (1998–2000), a risolvere una lunga storia di dispute sul confine internazionale.
Fisher si è laureato ad Harvard nel 1943 e si è laureato in giurisprudenza alla Harvard Law School nel 1948. Ha insegnato ad Harvard dal 1958-1992.
Nel 1984, Fisher fondò il Conflict Management Group (CMG) a Cambridge, nel Massachusetts. CMG è specializzata nel facilitare le negoziazioni nei conflitti in tutto il mondo. CMG si è fusa con il gruppo umanitario Mercy Corps nel 2004. Era membro del Council on Foreign Relations e dell'International Editorial Board della Cambridge Review of International Affairs .

## Lavoro internazionale
Nel corso della sua carriera, Fisher ha compiuto notevoli sforzi per cercare la pace in Medio Oriente. Tra questi sforzi vi fu il suo coinvolgimento nel viaggio di Sadat a Gerusalemme e il vertice di Camp David che portò a un trattato di pace israelo-egiziano. In quest'ultimo caso, ha aiutato a elaborare un processo chiamato one-text, in cui un facilitatore fa avanti e indietro tra le parti, perfezionando un documento proposto fino a quando tale documento non soddisfa gli interessi delle parti in modo più efficace. A quel punto le parti approvano il documento o accettano di ricominciare da zero. Il presidente Carter e il segretario di Stato Vance hanno creato 23 progetti in 13 giorni prima di formulare una proposta alla quale entrambe le parti avrebbero potuto dire di sì.
Ha informato sia il governo iraniano che quello degli Stati Uniti nei negoziati per la liberazione degli ostaggi americani nel 1981, dove il suo lavoro ha contribuito a portare alla svolta che ha consentito la risoluzione.
Negli anni '80 Fisher ha lavorato per portare la pace in El Salvador. Più tardi nel corso della sua carriera, ha contribuito a risolvere la guerra di più lunga durata nell'emisfero occidentale tra Ecuador e Perù. Jamil Mahuad, presidente dell'Ecuador ed ex studente di Fisher, chiese il supporto di Fisher subito dopo aver preso il potere nel 1998. Fisher, preoccupato del fatto che i sostenitori della linea dura interna potessero indurre entrambi i presidenti a utilizzare i negoziati per mantenere le rispettive posizioni, consigliò al presidente Mahuad di evitare la tipica fotografia dei due presidenti che si stringono la mano; fece in modo che fosse scattata una foto dei due leader seduti fianco a fianco che lavoravano su un documento comune . Questa foto (la copia può essere vista qui  Archiviato il 3 marzo 2016 in Internet Archive. ) ha aiutato a segnalare al pubblico in ogni Paese che i presidenti non avrebbero adottato un approccio contraddittorio nei negoziati e ha contribuito a ridurre la retorica da entrambe le parti. In Sudafrica, Fisher ha lavorato ai negoziati e al processo costituzionale che hanno portato alla fine dell'apartheid in Sudafrica. Dagli anni '80 alla metà degli anni '90 Roger Fisher e i suoi colleghi del gruppo Conflict Management, sotto la direzione dell'arcivescovo Desmond Tutu e del vescovo Joseph Seoka, dell'African National Congress, del Partito nazionale, della Chiesa riformata olandese, AZAPO e della libertà di Inkatha, hanno insegnato il processo di negoziazione basato sugli interessi ai leader di tutte le fazioni e ai loro negoziatori. I principali negoziatori costituzionali, Cyril Ramaphosa e Roelf Meyer, in seguito hanno dichiarato in un'intervista che il processo di negoziazione basato sugli interessi cooperativi insegnato da Fisher e dal suo team era l'approccio che loro, i loro dirigenti usavano per dare il via alla nuova costituzione e al processo elettorale democratico.

## Prevenire la guerra nucleare
Fisher era noto per avere un'idea unica nei confronti della deterrenza nucleare. In un articolo del marzo 1981 sul Bulletin of the Atomic Scientists, mentre discuteva dell'importanza di raggiungere una "saggia decisione", specialmente in termini di armi nucleari, suggerì di impiantare i codici di lancio nucleare nel corpo di un volontario. Se il presidente degli Stati Uniti avesse voluto attivare le armi nucleari, gli sarebbe stato richiesto di uccidere il volontario per recuperare i codici.

## Opere
- Fisher, Roger e Daniel Shapiro (2005). Oltre la ragione: usare le emozioni mentre negoziate. New York: Viking / Penguin.
- Roger Fisher e Bill Ury, Getting To Yes: Negotiating Agreement Without Giving In, Boston, Houghton Mifflin, 1981, ISBN 0-395-31757-6.   Roger Fisher e Bill Ury, Getting To Yes: Negotiating Agreement Without Giving In, Boston, Houghton Mifflin, 1981, ISBN 0-395-31757-6.   Roger Fisher e Bill Ury, Getting To Yes: Negotiating Agreement Without Giving In, Boston, Houghton Mifflin, 1981, ISBN 0-395-31757-6.
- Roger Fisher e Danny Ertel, Getting Ready to Negotiate, Boston, Penguin Books, 1981, ISBN 0-14-023531-0.   Roger Fisher e Danny Ertel, Getting Ready to Negotiate, Boston, Penguin Books, 1981, ISBN 0-14-023531-0.   Roger Fisher e Danny Ertel, Getting Ready to Negotiate, Boston, Penguin Books, 1981, ISBN 0-14-023531-0.
- Fisher, Roger, Alan Sharp e John Richardson (1999), Come farlo: come guidare quando non sei in carica . New York: Harper Business.
- Fisher, Roger, Elizabeth Kopelman e Andrea Kupfer Schneider (1996), Beyond Machiavelli: Strumenti per affrontare i conflitti. New York: Penguin Books.
- Fisher, Roger e Danny Ertel (1995), Prepararsi a negoziare. New York: Penguin Business.
- Fisher, Roger e Scott Brown (1988). Stare insieme: costruire relazioni mentre negoziamo. New York: Viking / Penguin.
- Fisher, Roger (1981). Migliorare la conformità al diritto internazionale. La University Press of Virginia.
- Fisher, Roger, William Ury e Bruce Patton (1979). Arrivare a SÌ: negoziazione dell'accordo senza cedere. New York: Viking / Penguin.
- Fisher, Roger (1978). Punti di scelta: crisi internazionale e ruolo della legge. La stampa dell'università di Oxford.
- Fisher, Roger (1972) Cari israeliani, cari arabi: un approccio operativo alla pace.
- Fisher, Roger (1969) Conflitto internazionale per principianti (prefazione del senatore Edward M. Kennedy, illustrazioni di Robert C. Osborn ).
- Fisher, Roger (ed.) (1964) International Conflict and Behavioral Science : The Craigville Papers. New York: Basic Books, Inc.